# Tail Gunner
Tail Gunner je monochromatická vektorová arkádová videohra žánru shoot ’em up. Vytvořil ji Tim Skelly a roku 1979 ji vydal Vectorbeam.
Hráč se stává zadním střelcem (odtud název hry) velké vesmírné lodi. Nepřátelé se k ní blíží a hráč je musí sestřelit dříve, než proletí kolem jeho kanónů. Kromě děl může k zastavení protivníků použít i omezený počet štítů. Hra končí, podaří-li se deseti lodím proniknout kolem hráče.